# Susanne Grundell
Sussanne Grundell, född 1945, är en svensk textilformgivare. 
Grundells skaparförmåga upptäcktes tidigt och som 16-åring deltog hon i en sommarkurs i teckning vid Capellagården på Öland. Efter avslutad skolgång sökte hon sig till Konstfack där hon blev antagen som elev 1962. Hon studerade först dekorativ målning för att bli scenograf men med uppmuntrad från Edna Martin övergick hon till textil och formgivning. Efter examen från Konstfack anställde Hedvig Hedqvist henne som medarbetare vid Kooperativa Förbundet:s textilateljé 1967 där hon sedan var verksam fram till 1977. Hon var medlem i 10-gruppen 1970–1986 och medverkade i gruppens utställningar. Senare har Grundell ägnat sig åt experimentellt textilt handtryck i samarbete med Ljungbergs i Floda. Susanne Grundells formspråk är småskaligt och geometriskt med intrikata optiska förskjutningar. Hon arbetade därefter som frilans och samarbetade med bland annat Charlotte Urwitz, Gunilla Axén och Tom Hedqvist vid framtagandet av baskollektioner med mönster av rutor, enkla blad och blommor. Som frilans skapade hon mönster för Duro, Tarkett Golv, Beckers Färg och Scampi baddräkter. Hon ritade även en serie mönster med rutor för Quality House och Kerdelen.
Grundell är representerad vid Statens konstråd och Nationalmuseum.